# Massimo Maccarone
Massimo Maccarone (Galliate, 6 september 1979) is een Italiaans betaald voetballer die als aanvaller speelt. Hij tekende in juli 2014 een contract bij Empoli, dat hem daarvoor 2,5 seizoen huurde van UC Sampdoria. Maccarone debuteerde in 2002 in het Italiaans voetbalelftal. In 2017 tekende hij een contract bij Brisbane Roar FC in Australië om vervolgens in 2018 weer terug te keren in Italië bij Carrarese Calcio.

## Clubcarrière
Maccarone werd opgeleid bij AC Milan. In 1997 werd hij opgenomen in de selectie, maar hij speelde geen enkele competitiewedstrijd voor de hoofdmacht. Hij werd van 1998 tot en met 2000 verhuurd aan achtereenvolgens Modena, AC Prato, AS Varese 1910 en opnieuw AC Prato.
Maccarone verhuisde in 2000 definitief naar Empoli, dat hij twee jaar later verruilde voor Middlesbrough. Bij AC Siena keerde hij terug in eigen land, eerst op huurbasis en in 2007 definitief.
Maccarone tekende in juni 2010 een contract voor drie seizoenen bij US Palermo met daarin een optie voor nog een jaar. Dat betaalde daarvoor zes miljoen euro aan AC Siena.

## Interlandcarrière
Tussen 2000 en 2002 speelde Maccarone vijftien wedstrijden voor het Italiaans voetbalelftal onder 21 waarvoor hij elf keer scoorde. Voor de nationale ploeg kwam hij tijdens zijn periode in de Premier League in 2002 twee keer uit.